# رالف رایت
رالف رایت (انگلیسی: Ralph Wright؛ ‏ ۱۷ مهٔ ۱۹۰۸ – ۳۱ دسامبر ۱۹۸۳) انیماتور پیشگام، کارگردان فیلم و بازیگر اهل ایالات متحده آمریکا بود. وی بین سال‌های ۱۹۳۱ تا ۱۹۸۳ میلادی فعالیت می‌کرد.
از فیلم‌هایی که وی در آن‌ها نقش داشته است، می‌توان به زیبای خفته، پیتر پن، بانو و ولگرد، کتاب جنگل و گربه‌های اشرافی اشاره نمود.
او در سال ۱۹۶۸ میلادی برندهٔ جایزهٔ اسکارِ بهترین فیلم کوتاه انیمیشن شد.